# Pseuderesia eleaza
Pseuderesia eleaza är en fjärilsart som beskrevs av William Chapman Hewitson 1873. Pseuderesia eleaza ingår i släktet Pseuderesia och familjen juvelvingar. Inga underarter finns listade i Catalogue of Life.

## Bildgalleri

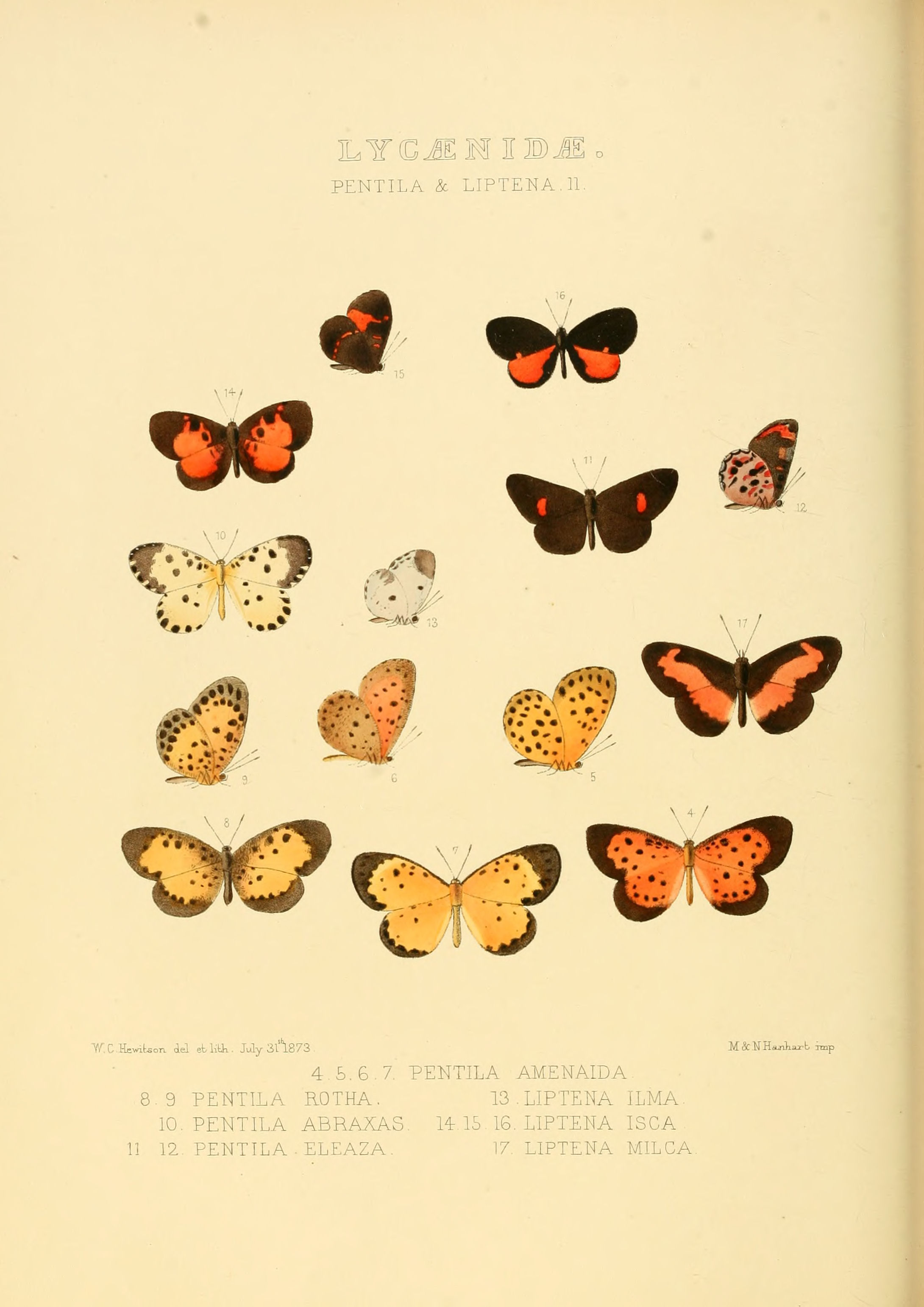
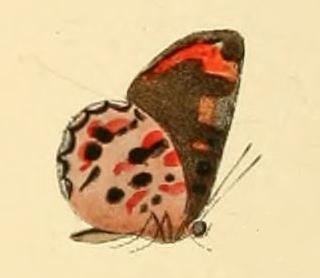